# Txern
Txern - Чернь (rus) - és un poble de l'óblast de Smolensk, a Rússia, que el 2007 tenia quatre habitants.